# キムチバーガー

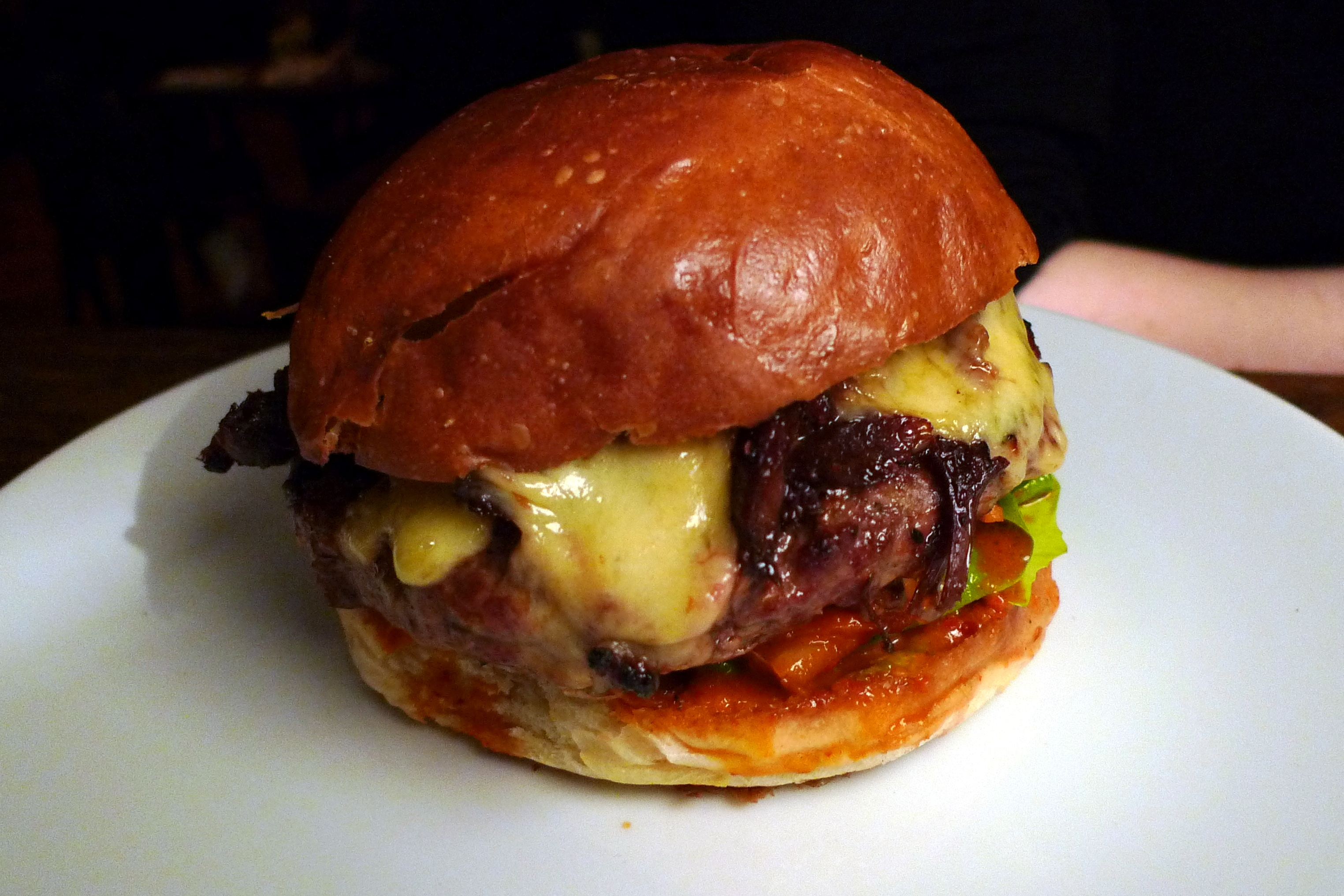
A kimchi burger served at a restaurant

キムチバーガー(Kimchi burger)は、具材にキムチを用いるハンバーガーである。大韓民国、イングランド、アメリカ合衆国のいくつかの店で、フェアの一環としてキムチバーガーを提供している。大韓民国のマクドナルドでもキムチバーガーを提供している。牛肉を用いたバーガーの他に、サーモン等のシーフードも用いられる。卵をトッピングしたり、マヨネーズ、バーベキューソース、コリアンダー等で味付けすることもある。

## 歴史
キムチバーガーは比較的新しいハンバーガーである。大韓民国のソウルにあるUncle Joe's Hamburgerが発明者であると言われている。